# Leucosolènides
Els leucosolènides (Leucosolenida) són un ordre d'esponges calcàries de las subclasse dels calcaronis.

## Taxonomia
L'ordre Leucosolenida inclou 542 espècies en 10 famílies:
- Família Achramorphidae Borojevic et al., 2002
- Família Amphoriscidae Dendy, 1893
- Família Grantiidae Dendy, 1893
- Família Heteropiidae Dendy, 1893
- Família Jenkinidae Borojevic et al., 2000
- Família Lelapiidae Dendy & Row, 1913
- Família Leucosoleniidae Minchin, 1900
- Família Sycanthidae Lendenfeld, 1891
- Família Sycettidae Dendy, 1893